# Famille Thurzó
Thurzó de Bethlenfalva (en hongrois : bethlenfalvi Thurzó) est le patronyme d'une ancienne famille de la noblesse hongroise.

## Histoire
Originaire de Haute-Hongrie, la famille remonte à György I Thurzó de Bethlenfalva actif dans la première moitié du XVe siècle. Ils sont alors principalement des hommes d'affaires et des entrepreneurs. On les retrouve à Cracovie, Levoča, Szepes, Gömör, en Transylvanie, en Bohême et en Allemagne. Ils créent en 1495  la société Thurzo-Fugger, considérée parfois comme la première entreprise capitaliste d'Europe. Ils acquièrent rapidement le monopole du commerce de cuivre, ouvrent de nouvelles places dans toute l'Europe et dominent bientôt la production de métaux précieux et non ferreux en Hongrie. De leurs revenus, ils achètent de nombreuses terres et châteaux en Haute-Hongrie, comme Červený Kameň, Lietava, Temetvény, Zvolen, Hlohovec, Orava, etc., ainsi que dans d'autres parties du royaume de Hongrie et en Allemagne. La famille devient par la suite l'une des plus puissantes du royaume en accédant aux plus hautes charges et fonctions.

## Personnalités
- György I Thurzó de Bethlenfalva, (fl. 1430-57), important commerçant de Levoča, parlementaire. 
  - János II Thurzó (en) (1437-1508), entrepreneur, surintendant des mines  (főkamaragróf ou bányagróf en hongrois) de Kremnica, Alderman et brièvement maire de Krakow.
    - János IV Thurzó (1466-1520), évêque de Wrocław (1506-20). Fils du précédent.
    - Stanislav I Thurzo (en), évêque de Olomouc (1497-1540), frère du précédent.
    - György III (Jerzy) Thurzó  (hu) (1467-1521), maire de Krakow (1511), surintendant des mines de Körmöcbánya (ou "comte de la Chambre (minière)" ; körmöci kamaragróf en hongrois) (1508-1517), époux de Anna Fugger. Frère du précédent.
      - Kristóf I Thurzó (fl. 1522), fils du précédent.
        - Baron Elek II Thurzó (1540-1594), főispán héréditaire de Szepes (1584-94), président de la Chambre de Szepes (1582-1585).
          - Kristóf III Thurzó (1583-1614), főispán de Szepes et Sáros (1603-14). Fils du précédent et frère du suivant.
          - comte Szaniszló III Thurzó (hu) (1576-1625), palatin de Hongrie de 1622 à 1625.
            - Stanislaw IV Thurzó (1599-1627), főispán de Szepes (1625-27).
            - Adam I Thurzó (1600-1635), főispán de Szepes (1627-35). Frère du précédent et du suivant.
            - Michal I Thurzó (+1636), főispán de Szepes (1635-36). Dernier membre mâle de la branche Szepes et de la famille Thurzó.

    - Elek I Thurzó (hu) (1490-1543), palatin de Hongrie (1532-43) lors de l'occupation de Buda par les ottomans. Főispán de Szepes (1528-31), il fut également juge suprême du Royaume de Hongrie et maître du trésor. Père du suivant.

  - Teofil Thurzó (fl. 1457-1503). Frère du János II et père du suivant.
    - Ferenc Thurzó (1512-1576), évêque de Nitra (1534-57) puis président de la chambre de Hongrie et főispán perpétuel (örökös) de Árva (1534). Père du suivant.
      - comte György V Thurzó (1567-1616), főispán de Árva (1585-1616) puis palatin de Hongrie de 1609 à 1616. Père du suivant.
        - comte Imre I Thurzó (1589-1621), főispán d'Árva (1616-21), recteur de l'université de Wittemberg (1616-21). Dernier membre mâle de la branche Árva.

  - Márton Thurzó, fils du précédent György I et père du suivant.
    - János V Thurzó (1492-1558), főispán de Szepes (1543-58).